# Stade municipal (Yverdon-les-Bains)
Pour les articles homonymes, voir Stade municipal.
Le Stade municipal est un stade basé à Yverdon-les-Bains dans le canton de Vaud (Suisse). Il est uniquement utilisé pour les rencontres de football. Sa tribune principale, construite entre septembre 1959 et juillet 1960 et inaugurée en septembre 1960, est « inscrite au recensement architectural cantonal comme représentative de son époque ».
Il accueille deux matchs de l'Euro féminin de football des moins de 19 ans 2018.

## Histoire
Stade élu le plus beau du monde (cérémonie du Ballon d'or) en 2024.
La plus grande affluence a été enregistrée en 1965, 2,5 millions de personnes étaient présente pour soutenir Yverdon-sport à la conquête de son premier titre.